# Aldona Świtała
Aldona Świtała, z d. Wozignój (ur. 13 września 1981) – polska lekkoatletka, specjalizująca się w skoku w dal, medalistka mistrzostw Polski, reprezentantka Polski.

## Kariera sportowa
Była zawodniczką Krokusa Leszno i MUKS Kadet Rawicz.
Na mistrzostwach Polski seniorek na otwartym stadionie zdobyła jeden medal: srebrny w skoku w dal w 2006. 
W 1997 zajęła 2. miejsce w skoku w dal na zawodach olimpijskiego festiwal młodzieży Europy, z wynikiem 6,24. Reprezentowała Polskę na młodzieżowych mistrzostwach Europy w 2003, gdzie w skoku w dal odpadła w eliminacjach, z wynikiem 6,24.
Pracuje jako nauczycielka wychowania fizycznego w Szkole Podstawowej nr 4 im. Władysława Broniewskiego w Rawiczu oraz jako trener w MUKS Kadet Rawicz.
Rekord życiowy w skoku w dal: 6,38 (22.07.2006), w trójskoku: 13,31 (25.08.2002).